# Из мёртвого дома
Из мёртвого дома (чеш. Z mrtvého domu) — опера чешского композитора Леоша Яначека.
Композитор сам написал либретто по мотивам повести Ф. М. Достоевского «Записки из Мёртвого дома», а опера стала его последним произведением.

## Постановки
Премьера оперы состоялась уже после кончины композитора — 12 апреля 1930 года в городе Брно в редакции О. Зитека (либретто), О. Хлубны и Б. Бакалы (музыка). Оригинальная версия оперы увидела свет в 1958 году в Праге.
Опера ставилась многократно в Праге и Берлине (1931), Дрездене (1960), Лондоне (театр «Седлерс-Уэллс», 1965), Милане (театр «Ла Скала» 1966), Гамбурге (1972) и других городах.
Одна из последних постановок была осуществлена в 2016 году Уэльской национальной оперой в рамках международного оперного фестиваля в Савонлинне. Главные роли исполнили известные финские оперные певцы Вилле Русанен и Мика Похъёнен.